# الكوم الأحمر (المنوفية)
الكوم الأحمر إحدى قرى مركز منوف التابع لمحافظة المنوفية بجمهورية مصر العربية. 

## الآثار
وجد بالقرية بقايا أحجار جرانيتية إحداها عليها اسم الملك أحمس الثاني وأوان كبيرة من الفخار، عثر بها في النصف الأول من القرن التاسع عشر على ناووسين من الجرانيت الوردي نقلا إلى متحف اللوفر بباريس وليدن بهولندا، ثم عثر على ناووس أخر عليه وحدات زخرفية رمزية وأربعة معبودات هم جب ونوت وواجيت ونيت. لذا يفترض الباحث أحمد منصور أن هذه النواويس بقايا لمعبد واحد اشتمل على عدة مقاصير.

## السكان
بلغ عدد سكان الكوم الأحمر 1,921 نسمة، منهم 982 رجل و939 امرأة، حسب الإحصاء الرسمي لعام 2006.